# Sant Pere de Vilamajor
Sant Pere de Vilamajor est une commune de la province de Barcelone, en Catalogne, en Espagne, de la comarque du Vallès Oriental

## Personnalités
- Francisco Maspons y Labrós (1840-1901), folkloriste, fut procureur municipal suppléant de la municipalité de Sant Pere de Vilamajor[1].
- Úrsula Corberó (née en 1989), actrice catalane (Physique ou Chimie, Perdiendo el Norte, La Embajada, la Casa de Papel) originaire de Sant Antoni de Vilamajor a étudié à Sant Pere de Vilamajor[2].

## Jumelage
- Genté (France) depuis 1994